# Petr Čech
Petr Čech ([ˈpɛtr̩ ˈtʃɛx] lyssna (fil)), född 20 maj 1982 i Plzeň i Tjeckoslovakien, är en tjeckisk före detta fotbollsmålvakt. Han rankades under 2000-talet och början av 2010-talet som en av världens bästa målvakter. Han spelar numera ishockey som målvakt för Oxford City Stars. 
2005 höll Čech nollan i 1 025 minuter i Premier League. Samma säsong tog Chelsea sitt första ligaguld på 50 år.
I en match mot Reading den 14 oktober 2006 utmanade Čech Stephen Hunt om bollen i första matchminuten på Madejski Stadium, vilket gjorde att Hunt träffade Čech i huvudet med sitt knä. Čech fick en skallfraktur och fick opereras akut. Skadan resulterade i att han inte kunde spela fotboll på tre månader. Carlo Cudicini ersatte Čech som målvakt, men även han skadade sig mycket svårt i en duell med Ibrahima Sonko. Čech blev varnad för att återvända till fotbollen för tidigt och hans far påstod att sonen skulle vara borta från fotbollsplanen i ett helt år. Som förebyggande åtgärd bar tjecken en slags hjälm för att skydda sig mot kraftiga stötar mot huvudet. Chelseas dåvarande tränare José Mourinho sa att utmaningen var "skamlig" och att Čech hade tur som överlevde. Han kritiserade även ambulansen och matchdomaren Mike Riley.
Petr Cech blev årets spelare i Chelsea 2011. Den 19 maj 2012 blev Chelsea FC Champions League mästare för första gången någonsin och Čech räddade totalt tre straffar i finalen, första straffen tog han från Arjen Robben i förlängningen. Sedan på straffläggningarna så tog han en straff från Ivica Olic och en från Bastian Schweinsteiger, vilket gjorde att Čech hade stor del i Chelseas Champions League-guld.
Efter 11 år i Chelsea skrev Čech på ett fyraårigt avtal med Premier League-rivalen Arsenal den 29 juni 2015.

## Meriter

### Klubblag

#### Chelsea
- Premier League: (4) 2004/2005, 2005/2006, 2009/2010, 2014/2015
- FA-cupen: (4) 2006/2007, 2008/2009, 2009/2010, 2011/2012
- Engelska Ligacupen: 2004/2005, 2006/2007, 2014/2015
- FA Community Shield: (2) 2005, 2009
- UEFA Champions League: 2011/2012
- UEFA Europa League: 2012/2013

#### Arsenal
- FA-cupen: 2016/2017
- FA Community Shield: (2) 2015, 2017

### Landslag

#### Tjeckien U21
- U21-Europamästerskapet i fotboll: 2002

#### Tjeckien
- Europamästerskapet i fotboll: semifinalist 2004

### Individuella
- U21-Europamästerskapet i fotboll: Golden Player
- Tjeckiska förstaligan: Minst insläppta mål
- Bästa målvakten i Ligue 1: 2003/2004
- Europamästerskapet i fotboll: Årets lag 2004
- Premier League Golden Glove: 2004/2005, 2009/2010, 2013/2014, 2015/2016
- PFA Team of the Year: 2004/2005 (Premier League), 2013/2014 (Premier League)
- Årets tjeckiska fotbollsspelare: 2005, 2008-2013, 2015-2016
- UEFAS bästa europeiska målvakt: 2005, 2007, 2008
- UEFAS bästa europeiska lag: 2005
- ESM: Årets lag 2004/2005, 2005/2006
- IFFHS Världens Bästa Målvakt 2005
- Månadens bästa spelare i Premier League: Mars 2007
- Årets spelare i Chelsea: 2011
- FIFA FIFPro World XI: 5:e laget 2013